# Рыбаков, Алексей Владимирович (футболист)
Алексей Владимирович Рыбаков (18 мая 1974 года) — киргизский и российский футболист, полузащитник.

## Биография
Начинал карьеру в киргизских командах «СКА-Достук» и «Алга». В 1995 году полузащитник переехал в Узбекистан, где отыграл семь сезонов в местной Высшей лиге за «Атласчи», «Касансай» и «Металлург» из Бекабада. Завершил карьеру в России. Несколько лет он отыграл за коллективы ПФЛ, а затем — выступал на любительском уровне.

### Сборная
Дебютировал за сборную Кыргызстана 13 апреля 1994 года в товарищеском матче против Туркменистана, в котором его национальная команда потерпела крупное поражение со счетом 1:5. В самом поединке хавбек вышел на замену на 37-й минуте вместо Аркадия Махмутова. В ряды сборной вызывался до 2001 года. Всего за неё он провел 21 игру, в которых забил один гол в ворота Йемена в рамках отборочного турнира Кубка Азии 1996 года.

## Достижения
- Серебряный призёр чемпионата Кыргызстана (2): 1993, 1994.